# Ruben Fleischer
Ruben Samuel Fleischer (født 31. oktober 1974 i Washington, D.C. i USA) er en amerikansk filminstruktør, filmproducer, tv-producer, musikvideoinstruktør og reklamefilminstruktør, der bor i Los Angeles. Han er bedst kendt som instruktøren på Zombieland, hans første spillefilm. Efterfølgende instruerede han filmene 30 Minutes or Less og Gangster Squad. I 2018, instruerede han film med Marvel Comics´s karakter Venom. Før han instruerede spillefilm, var Fleischer instruerede han tv-reklamer og musikvideoer for brands som Cisco, Eurostar, ESPN og Burger King, såvel som artister som M.I.A., Electric Six, DJ Format, og Gold Chains.

## Spillefilm
| År   | Titel              | Instruktør | Producer  |
| ---- | ------------------ | ---------- | --------- |
| 2009 | Zombieland         | Ja         | Nej       |
| 2011 | 30 Minutes or Less | Ja         | Nej       |
| 2013 | Gangster Squad     | Ja         | Executive |
| 2014 | Two Night Stand    | Nej        | Ja        |
| 2017 | Unicorn Store      | Nej        | Ja        |
| 2018 | Venom              | Ja         | Nej       |

## Kortfilm
| Year | Title                       | Note                 |
| ---- | --------------------------- | -------------------- |
| 2001 | The Girls Guitar Club       | Instruktør, producer |
| 2005 | Gumball 3000: 6 Days in May | Instruktør, producer |

## Musikvideoer
- M.I.A. – "Galang"
- Dizzee Rascal - "Fix Up, Look Sharp", "Stand Up Tall"
- Kid Sister – "Pro Nails"
- Gold Chains – "I Came From SF", "Cali Nights", "The Game"
- Electric Six – "Dance Commander"
- DJ Format – "Vicious Battle Raps", "We Know Something You Don't"
- Pigeon Funk - "Mocito"

## Reklamer
- Boost Mobile – "Ladies Man", "Geek"
- McDonald's – "Good Inside"
- Cisco – "Revision 43A", "Jack 245"
- Burger King – "Up Late with The King"
- Eurostar – "Circles"
- ESPN – "Quiet", "Mascots"
- Courir – "The Drop"